# Міяке (Токіо)

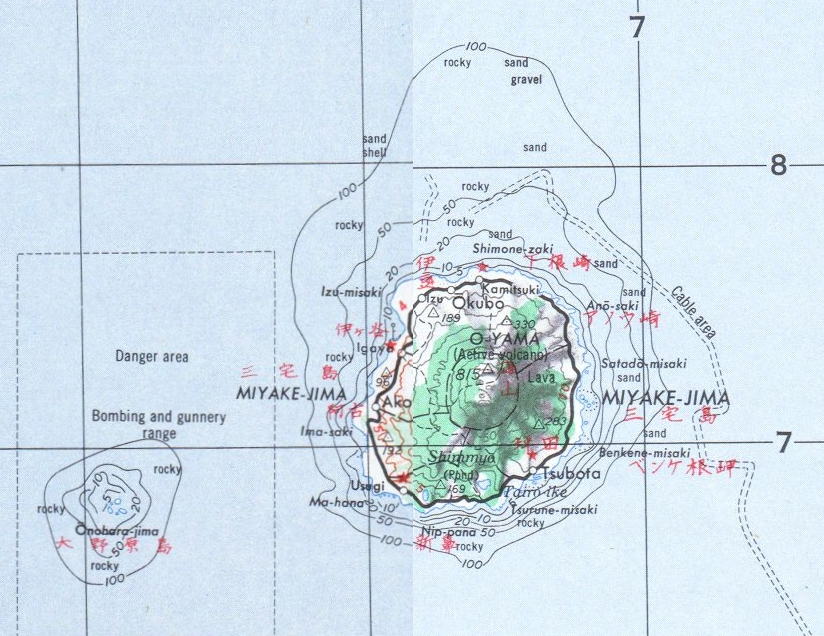

34°4′48″ пн. ш. 139°33′33″ сх. д. / 34.08000° пн. ш. 139.55917° сх. д.
Міяке (яп. 三宅村, みくらじまむら, МФА: [mʲijake muɾa]) — село в Японії, в області Міяке префектури Токіо. Займає територію островів Міяке й Онохара з групи островів Ідзу. Належить до острівних територій Токіо. Станом на 1 жовтня 2008 площа села становила 55,50 км². Станом на 1 січня 2009 населення села становило 2664 осіб.